# 薩瓦納-卡馬圭群島

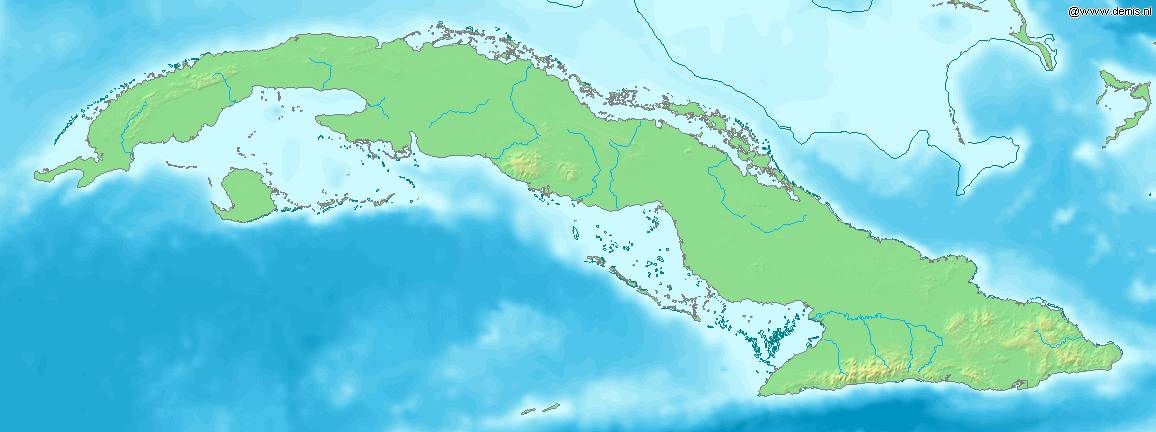

薩瓦納-卡馬圭群島是古巴的群島，位於該國中北部大西洋，橫跨475公里，由2,517個島嶼組成，面積約75,000平方公里，該群島設有35處保護區。
23°00′N 80°00′W / 23.000°N 80.000°W